# Maurice de Hirsch
Maurice de Hirsch, baron Moritz von Hirsch auf Gereuth z Bawarii (ur. 9 grudnia 1831 w Monachium, zm. 21 kwietnia 1896 w Sankt-Johan, dziś Nové Zámky/Hurbanovo na Słowacji, węg. Ersek-Ujvar/Ógyalla) – kapitalista, finansista i filantrop niemiecki i austro-węgierski. 

## Życiorys
Jego dziadek był pierwszym żydowskim właścicielem ziemskim w Bawarii i uszlachcony został tytułem „auf Gereuth” w 1818, a ojciec otrzymał koronę baronowską w 1869.
Maurice po ukończeniu studiów poślubił w 1855 Klarę Bischoffsheim i wstąpił jako wspólnik do bankierskiego domu Bischoffsheim & Goldschmidt w Londynie, Paryżu i Brukseli. Swój majątek powiększył na budowie kolei żelaznych w Austrii, Rosji i Turcji (m.in. przy budowie Orient Expressu). Ostatnie zwłaszcza przedsiębiorstwo przyniosło mu olbrzymie zyski. W późniejszych czasach poświęcał się przedsięwzięciom humanitarnym; słynął też jako zamiłowany hodowca koni, a jego stajnia wyścigowa należała do pierwszorzędnych w Europie. W Argentynie hojnością w udzielaniu ofiar na cele dobroczynne, zdobył wielką sławę. W 1889 ofiarował 12 milionów franków na szkoły rolniczo-rzemieślnicze dla Żydów galicyjskich, za co przez cesarza austriackiego mianowany był członkiem węgierskiej izby panów, a w 1891 przeznaczył 50 milionów na założenie rolniczych kolonii żydowskich. Zmarł w Ogyalla (obecnie Hurbanovo, wówczas na Węgrzech), bezdzietnie.